# 伴都美子
伴 都美子（ばん とみこ、1979年1月9日 - ）は、日本の女性歌手。熊本県上益城郡矢部町（現在の同郡山都町）出身。Do As Infinityのメンバー。所属芸能事務所はエイベックス・マネジメント。所属レコード会社はエイベックス・エンタテインメントで、レーベルはavex trax。血液型はA型。

## 概要
東京への憧れから高等学校卒業後、東京服飾専門学校に進学することを理由に上京。1999年に宝島社出版によるファッション雑誌『ヘアandビューティ』でヘアモデルをしていたところ、通学中に中目黒でエイベックス・マネジメントの関係者にスカウトされ、長尾大と大渡亮と知り合い音楽ユニット・Do As Infinityを結成。同年にavex traxからシングル「Tangerine Dream」でメジャーデビューを果たす。
ユニットでは主にボーカルとコーラス、作詞を、楽曲によってはホイッスルや作曲も担当している。また、再結成後はライブで楽曲によりギターも演奏している。ボーカリストとしての伴の特徴として、ボーカルから始まる楽曲は本来ガイドがないと歌いづらいが、伴の場合はガイドがあると歌いづらいため、意図してガイドなしで正しいキーで歌い始めることができるという。このことに関し大渡は「良い意味でも悪い意味でも軸がブレない」と評している。
2005年にユニットが解散。
解散後は各々ソロで活動し、2006年にアルバム『FAREWELL』でソロデビューを果たした。
メジャーデビュー10周年を目前に控えた2008年に長尾を除いて再結成。

## 来歴

### デビュー前
- 1979年1月9日、熊本県に生まれる。家庭の事情から伯母の家庭で育つ。
- 高校卒業後、「とにかく東京に出たい」一心から、服飾の専門学校に通う事を理由に上京。専門学校時代に『ヘアandビューティ』誌で髪型モデルとして登場した。

### Do As Infinity
エイベックスの関係者の目に留まり、1999年9月29日にDo As Infinityのヴォーカリストとしてマキシシングル「Tangerine Dream」でデビュー。
2005年8月にリーディング・スペクタクル（朗読・音楽劇）『美貌の青空〜チェ・ゲバラ、魂の錬金術』で舞台デビュー。

### ソロ活動
2005年9月29日のDo As Infinity解散後にソロ名義となり、2006年3月29日にアルバム『FAREWELL』でソロアーティストとしての活動をスタートさせた。6月、1枚目のシングル「Flower」が発売された。8月に開催されたエイベックスアーティストの全国ツアーa-nationの公演（東京と神戸）にサプライズゲストとして出演。
2007年3月28日、初となるカバーアルバム『Voice〜cover you with love〜』を発売し、2008年3月5日にはその第2弾となる男性アーティストのみをカバーしたアルバム『VOICE 2〜cover lovers rock〜』が発売された。
2007年2月 - 3月に上演されたミュージカル『ブルックリン』が初主演にして、本格的な女優デビューとなる。同年公開の映画『ヒートアイランド』にはカフェバーの店主役で出演。
2008年6月18日に約1年半ぶりとなる4thシングル「東京日和」が発売される。今作、自身が初めて作曲を手がけた楽曲「message.」を収録。

### Do As Infinity再結成後
2008年9月29日、解散から3年後にDo As Infinityが再結成し、12月10日に約3年ぶりとなる2ndソロアルバム『Van.』を発売後、ソロ活動を休止。
2012年9月29日、ファンクラブ限定ライブにて、4歳年下のクリエイターと入籍したことを発表。
2014年6月に第1子となる男児を出産。2015年8月に第2子妊娠を発表し、10月に産休に入る。12月28日、第2子男児の出産を公表。
2016年4月に起きた熊本地震によって被災した地元の姿を見たことで、「歌うことで故郷の力になりたい」と感じたことと、二人の息子を育てる環境を考慮したうえで、2017年11月に生活の拠点を熊本市に移した。
2018年7月、夫と離婚したことをフジテレビ系のトーク番組『ボクらの時代』（2019年8月4日放送）で公表した。伴は「東京で子育てしてるときは苦しかった。ワンオペ状態で。近くに頼れる家族とか少なかった。」と告白した。
2022年4月1日、約14年ぶりとなるソロシングル「遠路」が配信限定でリリース。

## エピソード
- クールな性格でトークはあまり得意ではない。そのためDo As Infinityでテレビ出演した際や、ライブのMCではギタリストの大渡亮が主にトークを務めることが多かった。ライブ中やラジオ、トーク番組等の合間合間の発言では非常にマイペースでおっとりしている一面をよく見せる。その一方、テンションが上がるとよく喋る様になり、ライヴ等では感極まって涙を見せることも多々有る。
- 野球が得意でスポーツうるぐすに出演時江川卓とキャッチボールをした際に素質を認められ、欽ちゃん球団を勧められた。
- 大型二輪の運転免許を所持しており、ハーレーダビッドソンを所有していた。その運転姿は自身が出演したCMや、Do As Infinity時代の楽曲のプロモーションビデオで披露されている。
- 小学1年生から高校2年生まで書道を習っており8段。作品は東京プリンのビデオクリップ集「画集」の題字で披露されている。エイベックス関係者の結婚披露宴会場などでも重宝されている。

## 作品

### シングル
|     | 発売日         | タイトル | 規格   | 規格品番     | オリコン | 初収録アルバム |
| --- | -------------- | -------- | ------ | ------------ | -------- | -------------- |
| 1st | 2006年6月7日   | Flower   | CD+DVD | AVCD-30970/B | 10位     | Van.           |
| 1st | 2006年6月7日   | Flower   | CD     | AVCD-30971   | 10位     | Van.           |
| 2nd | 2006年9月27日  | 閃光     | CD+DVD | AVCD-31043/B | 14位     | Van.           |
| 2nd | 2006年9月27日  | 閃光     | CD     | AVCD-31044   | 14位     | Van.           |
| 3rd | 2006年11月29日 | 夢路     | CD+DVD | AVCD-31085/B | 14位     | Van.           |
| 3rd | 2006年11月29日 | 夢路     | CD     | AVCD-31086   | 14位     | Van.           |
| 4th | 2008年6月18日  | 東京日和 | CD+DVD | AVCD-31276/B | 18位     | Van.           |
| 4th | 2008年6月18日  | 東京日和 | CD     | AVCD-31277   | 18位     | Van.           |

### 配信限定シングル
|     | 発売日       | タイトル | 規格                   | ビルボード | 初収録作品 |
| --- | ------------ | -------- | ---------------------- | ---------- | ---------- |
| 1st | 2022年4月1日 | 遠路     | デジタル・ダウンロード | 圏外       | 未公表     |

### オリジナルアルバム
|     | 発売日         | タイトル | 規格   | 規格品番     | オリコン |
| --- | -------------- | -------- | ------ | ------------ | -------- |
| 1st | 2006年3月29日  | FAREWELL | CD+DVD | AVCD-17917/B | 7位      |
| 1st | 2006年3月29日  | FAREWELL | CD     | AVCD-17918   | 7位      |
| 2nd | 2008年12月10日 | Van.     | CD+DVD | AVCD-23711/B | 28位     |
| 2nd | 2008年12月10日 | Van.     | CD     | AVCD-23712   | 28位     |

### カバーアルバム
|     | 発売日        | タイトル                     | 規格   | 規格品番     | オリコン |
| --- | ------------- | ---------------------------- | ------ | ------------ | -------- |
| 1st | 2007年3月28日 | Voice〜cover you with love〜 | CD+DVD | AVCD-23227/B | 22位     |
| 1st | 2007年3月28日 | Voice〜cover you with love〜 | CD     | AVCD-23228   | 22位     |
| 2nd | 2008年3月5日  | VOICE 2〜cover lovers rock〜 | CD+DVD | AVCD-23569/B | 28位     |
| 2nd | 2008年3月5日  | VOICE 2〜cover lovers rock〜 | CD     | AVCD-23570   | 28位     |

### 参加作品
| 発売日         | 作品タイトル                                                        | アーティスト名           | 収録曲                       |
| -------------- | ------------------------------------------------------------------- | ------------------------ | ---------------------------- |
| 2002年1月23日  | VARIOUS ARTISTS FEATURING songnation                                | オムニバス               | again                        |
| 2002年3月6日   | VARIOUS ARTISTS FEATURING songnation2 trance                        | オムニバス               | again (tatsumaki remix)      |
| 2003年4月23日  | Drive me nuts                                                       | Cyber X feat. Tomiko Van | Drive me nuts                |
| 2005年7月27日  | スローダンス オリジナルサウンドトラック S.D.Preppy                  | サウンドトラック         | Hold Me…                     |
| 2005年10月19日 | シンデレラ オリジナル・サウンドトラック スペシャル・エディション    | サウンドトラック         | 夢はひそかに                 |
| 2006年1月18日  | Where to begin                                                      | TRF                      | TRUTH'94 -meets Tomiko Van-  |
| 2006年2月15日  | Lif-e-Motions                                                       | TRF                      | TRUTH'94 -meets Tomiko Van-  |
| 2007年3月7日   | Disneymania presents POP PARADE JAPAN                               | ディズニー               | 夢はひそかに                 |
| 2007年7月11日  | REIDEEN Original Soundtrack-Dream Orchestra-                        | サウンドトラック         | manacles (REIDEEN Edit ver.) |
| 2008年7月23日  | 20年200曲 コンプリートベスト コレクションボックス                   | オムニバス               | Flower                       |
| 2009年3月4日   | 20年200曲+a LOVE ハイクオリティCD BOX                               | オムニバス               | Flower                       |
| 2009年3月18日  | 想いうた～歌姫フォーク・カバーズ                                    | オムニバス               | 青春の影                     |
| 2009年12月16日 | 財津和夫の曲たちⅡ～たくさんのアーティストへの提供曲集～             | オムニバス               | 東京日和                     |
| 2010年10月6日  | COVER RED 女が男を歌うとき                                          | オムニバス               | OH MY LITTLE GIRL            |
| 2010年11月3日  | 戦国BASARA GAME BEST                                                | ゲームミュージック       | Brave                        |
| 2012年2月8日   | Sweet Love Songs -ラブソング・カバー・セレクション-                 | オムニバス               | チェリー                     |
| 2013年3月13日  | TRF TRIBUTE ALBUM BEST                                              | オムニバス               | TRUTH'94                     |
| 2017年7月26日  | ROCK IN DISNEY 〜for capture plan                                   | オムニバス               | いつか王子様が               |
| 2018年6月27日  | TETSUYA KOMURO ARCHIVES"K"                                          | オムニバス               | again                        |
| 2018年11月14日 | シンデレラ（オリジナル・サウンドトラック スペシャル・エディション） | サウンドトラック         | 夢はひそかに                 |
| 2019年3月6日   | ロック・イン・ディズニー フォックス・キャプチャー・プラン           | fox capture plan         | いつか王子様が               |

| 発売日        | 作品タイトル                        | 主演俳優女優名 |
| ------------- | ----------------------------------- | -------------- |
| 2006年3月29日 | 美貌の青空 チェ・ゲバラ、魂の錬金術 | 市川右近       |
| 2006年11月8日 | a-nation'06 BEST HIT LIVE           | オムニバス     |
| 2008年3月26日 | ヒートアイランド                    | 城田優         |
| 2008年7月23日 | 音女 sapphire                       | バラエティ番組 |

## 提供楽曲
- atami
  - EL Dorado（作詞）

## 出演イベント
| 公演年 | 形態       | タイトル                                      | 公演日・会場                              |
| ------ | ---------- | --------------------------------------------- | ----------------------------------------- |
| 2006年 | ゲスト出演 | a-nation 2006                                 | 08/27 味の素スタジアム (東京都)           |
| 2008年 | ゲスト出演 | 中之島音楽特区 ～warmth～                     | 06/30 大阪フェスティバルホール (大阪府)   |
| 2008年 | ゲスト出演 | sweet disarm vol.1                            | 09/13 赤坂BLITZ (東京都)                  |
| 2017年 | ゲスト出演 | Music For Winter Life                         | 02/17 渋谷duo MUSIC EXCHANGE (東京都)     |
| 2020年 | ゲスト出演 | 熊本城ホール開業記念!浜崎貴司 GACHIスペシャル | 01/10 熊本城ホール・メインホール (熊本県) |

## 出演メディア

### テレビドラマ
- 音女 #034、036、037、039（2008年、テレビ朝日）

### 音楽番組
- ミュージックフェア21

など

### その他のテレビ番組
- 週末のシンデレラ 世界!弾丸トラベラー（2009年・2010年、日本テレビ）
  - 2009年8月1日 風間ゆみえプレゼンツ イスタンブールで買い物ざんまい〜前編〜 1泊3日 東京-トルコ
  - 2009年8月8日 風間ゆみえプレゼンツ イスタンブールで買い物ざんまい〜前編〜 1泊3日 東京-トルコ
  - 2010年3月13日 風間ゆみえプレゼンツ 視聴者プレゼント買い付けパリツアー〜前編〜1泊3日 東京-フランス
  - 2010年3月20日 風間ゆみえプレゼンツ 視聴者プレゼント買い付けパリツアー〜前編〜1泊3日 東京-フランス
- 金曜ナミダメ劇場（2012年10月 - 、BS-TBS）
- 音ボケPOPS（2013年12月29日、BS-TBS）
- 伴都美子とAgri de キッチン（2019年4月7日 - 、KAB熊本朝日放送）

### ラジオ
- あしたのばんこ（2006年10月 - 、JFN系「レディオ・トライアングル枠内）
- FMK RADIO BUSTERS（2019年4月 -2022年3月 、火曜日担当。FMK）

### 映画
- ヒートアイランド（2007年公開）

### 舞台
- 美貌の青空〜チェ・ゲバラ、魂の錬金術（2005年）
- ブルックリン（2007年2月18 - 28日東京芸術劇場中ホール　3月2日 - 3日大阪厚生年金会館 芸術ホール）

### CM
- 花王 ヘアケアシリーズ「ラビナス」（2001 - 2002年）
CMソングはDo As Infinityの「翼の計画」、「冒険者たち」、「nice&easy」
- TOSHIBA 携帯電話「V302T」（2004年）
CMソングはDo As Infinityの「陽のあたる坂道」
- キリンビール キリン本格〈辛口麦〉（2011年）
舘ひろしと共演

## その他
- 東京プリンのDVDおよびビデオのジャケットの題字「画集」（毛筆）を執筆。
- 劇場版『犬夜叉 紅蓮の蓬莱島』に奏姫役で声優として参加。
- Girls Market U-side（ユーサイド）進化するDIVA 伴 都美子